# Topacio Reynoso
Topacio Reynoso (Mataquescuintla – aldaar, 13 april 2014) was een Guatemalteekse activiste.
Reynoso werd vooral bekend door haar strijd tegen het Canadese mijnbouwbedrijf Tahoe Resources in Guatemala. Op 13 april 2014 werd Reynoso dodelijk slachtoffer van een aanslag. Zij stierf op 16-jarige leeftijd.

## Levensloop
Reynoso was de dochter van Alexander (Alex) en Irma Reynoso. Haar vader was koffieboonboer in de bergen van Zuidoost-Guatemala. Ze had een middelbareschooldiploma en was liefhebber van metalmuziek. Ook schreef Reynoso gedichten en liederen.

### Activisme
In 2010 ontstond onrust in de gemeenschap van Reynoso in Mataquescuintla door de komst van het Canadese mijnbouwbedrijf Tahoe Resources. Het bedrijf kocht 250 hectare land in San Rafael las Flores, in de buurt van Mataquescuintla, El Escobal. Men dacht dat er een grote hoeveelheid zilver, lood, zink en goud in de grond zit.
In 2012 nam Reynoso voor het eerst deel aan een protest tegen het mijnbouwbedrijf. Dit was het begin van haar activistische carrière. In 2015 was Alex Reynoso medeoprichter van Jodvid (Jóvenes Organizados en Defensa de la Vida, Youth Organized in Defense of Life), een jongerenorganisatie die opkomt voor de rechten van de lokale bewoners in Guatemala.

### Dodelijke aanslag
Op 13 april 2014 trad Reynoso op met haar marimbaband op een plaatselijk festival. Haar moeder was al eerder naar huis gegaan, omdat zij zich niet goed voelde. Kort na 21.30 uur liepen Reynoso en haar vader naar hun auto om naar huis te gaan. Gewapende mannen sprongen achter de auto vandaan en openden het vuur op de twee. Een paar uur later overleed Reynoso, op 16-jarige leeftijd. Haar vader raakte zwaargewond en bleef negen dagen in coma. Alex Reynoso overleefde een jaar later een tweede aanslag.
Wat de precieze aanleiding was voor de aanslagen is onbekend. Politieonderzoek bleef zonder resultaat, ondanks druk van 36 internationale mensenrechtenorganisaties.

## Topacio Reynoso Youth Award
Niet-gouvernementele organisatie (ngo) Breaking the Silence initieerde in 2016 de Topacio Reynoso Youth Award, om de visie van Reynoso in leven te houden. De onderscheiding werd in 2016 uitgereikt aan de Guatemalteekse jeugdbeweging Jodvid, ter erkenning van hun strijd voor sociaal-maatschappelijke gerechtigheid. In 2017 won Asociación de Jóvenes Para el Desarrollo y Rescate Social (Youth Association for Development and Social Recovery) de onderscheiding.